# إيمي يودر بيجلي
إيمي يودر بيجلي (بالإنجليزية: Amy Yoder Begley)‏ هي منافسة ألعاب القوى أمريكية، ولدت في 11 يناير 1978 في توبيكا في الولايات المتحدة.

## وصلات خارجية
- إيمي يودر بيجلي على موقع الاتحاد الدولي لألعاب القوى (الإنجليزية)
- إيمي يودر بيجلي على موقع الدوري الماسي (الإنجليزية)
- إيمي يودر بيجلي على موقع أوليمبيديا (الإنجليزية)
- إيمي يودر بيجلي على موقع اللجنة الأولمبية والبارالمبية الأمريكية (الإنجليزية)